# Giovanni Stefano Ferrero

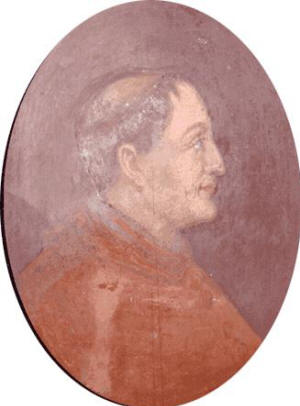
Kardinal Gianstefano Ferrero

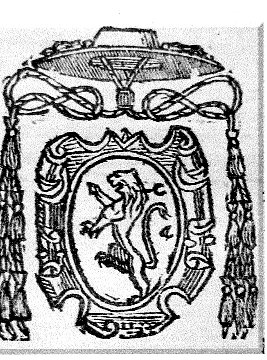
Kardinalswappen

Giovanni Stefano Ferrero (auch: Giovanni Stefano Ferreri oder Gianstefano Ferrero; * 5. Mai 1474 in Biella; † 5. Oktober 1510 in Rom) war ein italienischer Kardinal der Römischen Kirche und Bischof.

## Leben
Ferrero wurde als fünftes der 14 Kinder von Sebastiano Ferrero und Tomena Avogadro geboren. Seine Familie war mit den Acciaiuoli in Florenz verbündet. In seiner Familie gab es zahlreiche kirchliche Würdenträger, darunter sein Bruder Kardinal Bonifacio Ferrero und sein Onkel Kardinal Pier Francesco Ferrero.
Seine Ausbildung erfolgte in Padua, wo er Kanonisches Recht studierte. Nach dem Studium wurde er Auditor der Heiligen Römischen Rota und Apostolischer Protonotar. Vom 19. August 1489 bis 14. November 1494 wurde er Kommendeabt des Benediktinerklosters San Stefano in Ivrea. Es folgten im Jahr 1489 Kommendeabt von S. Salvatore in Casalvolone, am 5. November 1492 Kommeneabt des Benediktinerklosters San Stefano in Vercelli, von 1495 bis 1508 Kommendeabt von Santi Graziano e Felino in Arona und bis 16. Juli 1499 Kommendeabt des Klosters San Martino in Ivrea.
Am 24. April 1493 wurde er auf Veranlassung der Herzogin Bianca und ihres Sohnes Carlo Giovanni Amadeo, Herzog von Savoyen, zum Koadjutor mit dem Recht der Nachfolge im Bistum Vercelli ernannt. Am 16. Juli 1499 erfolgte seine Ernennung zum Bischof von Vercelli. Die Bischofsweihe erfolgte am 21. Januar 1502 und er behielt dieses Amt bis zum 21. Januar 1502. Am 31. Oktober 1503 erhielt er erneut den Bischofssitz und wurde am 5. November 1509 von seinem Bruder Bonifazio abgelöst.
Papst Alexander VI. erhob ihn im Konsistorium vom 28. September 1500 in den Rang eines Kardinals in pectore. Die Veröffentlichung erfolgte im Konsistorium vom 28. Juni 1502 und am 28. Juni 1502 erhielt er den Kardinalshut und als Kardinalpriester die Titelkirche San Vitale. Am 24. Januar 1502 erfolgte seine Versetzung auf den Bischofssitz von Bologna, dieses Amt hatte er bis zu seinem Tod inne.
Ferrero nahm am Konklave vom September 1503 teil, das Papst Pius III. wählte, sowie am Konklave vom Oktober 1503, dass Papst Julius II. wählte. Am 22. Dezember 1505 entschied er sich für die Kardinaldiakonie pro illa vice von Santi Sergio e Bacco. Von Januar 1506 bis 1507 war er Camerlengo des Kardinalskollegiums.
Ferrero starb am 5. Oktober 1510 in Rom und wurde in der Basilika San Clemente in Rom beigesetzt. Später wurden seine sterblichen Überreste nach Biella überführt und dort in der Kirche San Sebastiano beigesetzt.